# Hermann Schieberth

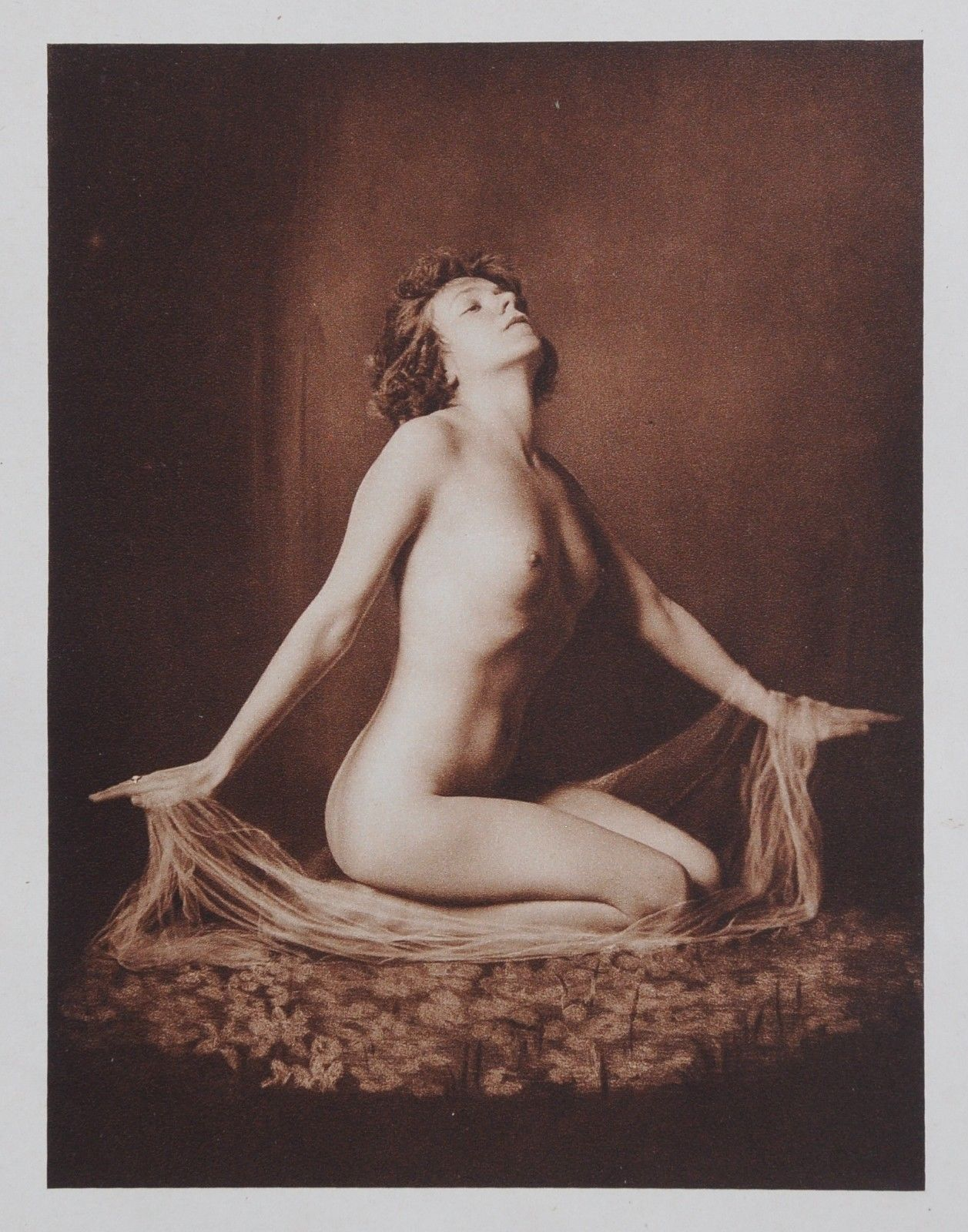
Hermann Schieberth: akt

Hermann Schieberth, také Hermann Schiebert (12. února 1876 Vama (župa Sučava) – červen 1946 Šanghaj) byl rakouský fotograf.

## Život
Schieberth přišel do Vídně v roce 1909 ze Svitav. Ve Vídni vedl v letech 1910 až 1937 fotoateliér na Ringstraße. Jako fotograf debutoval v roce 1912 na výstavě v uměleckém salonu Arnot. V roce 1915 byly jeho snímky publikovány v Photographische Korrespondenz. V roce 1924 Allgemeine Photographische Zeitung uveřejnila jeho fotoreportáž Krása Drážďan. Jeho portréty si nechaly portrétovat známé osobnosti ze světa umění a divadla. Prosadil se i na poli focení aktů. V roce 1913 otevřel pobočku v Kaltenleutgeben.
Schieberth praktikoval běžné jemné tiskové procesy své doby, jako je olejový, platinový a gumový tisk. V letech 1916 až 1919 školil fotografku Trude Fleischmannovou. V této době byla jeho studentkou také Ilse Pisk (1892–1942). Od roku 1928 s ním spolupracoval fotograf Erwin Quedenfeldt. V roce 1938 uprchl před národními socialisty do Šanghaje, kde pokračoval v práci fotografa a kde zemřel v červnu 1946 ve věku 70 let. Byl pohřben na židovském hřbitově Point Road v Šanghaji. Hrob již neexistuje. Hřbitov, který byl vytvořen v roce 1940 pro zemřelé židovské uprchlíky ze střední Evropy, byl v letech 1958/59 srovnán se zemí.

## Galerie

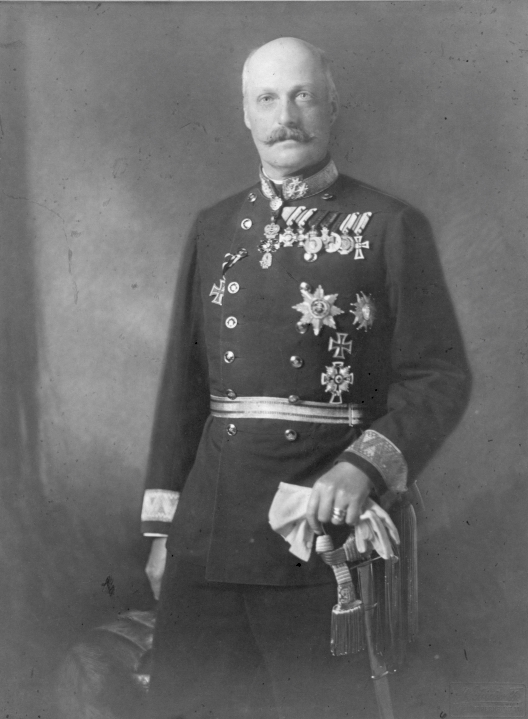
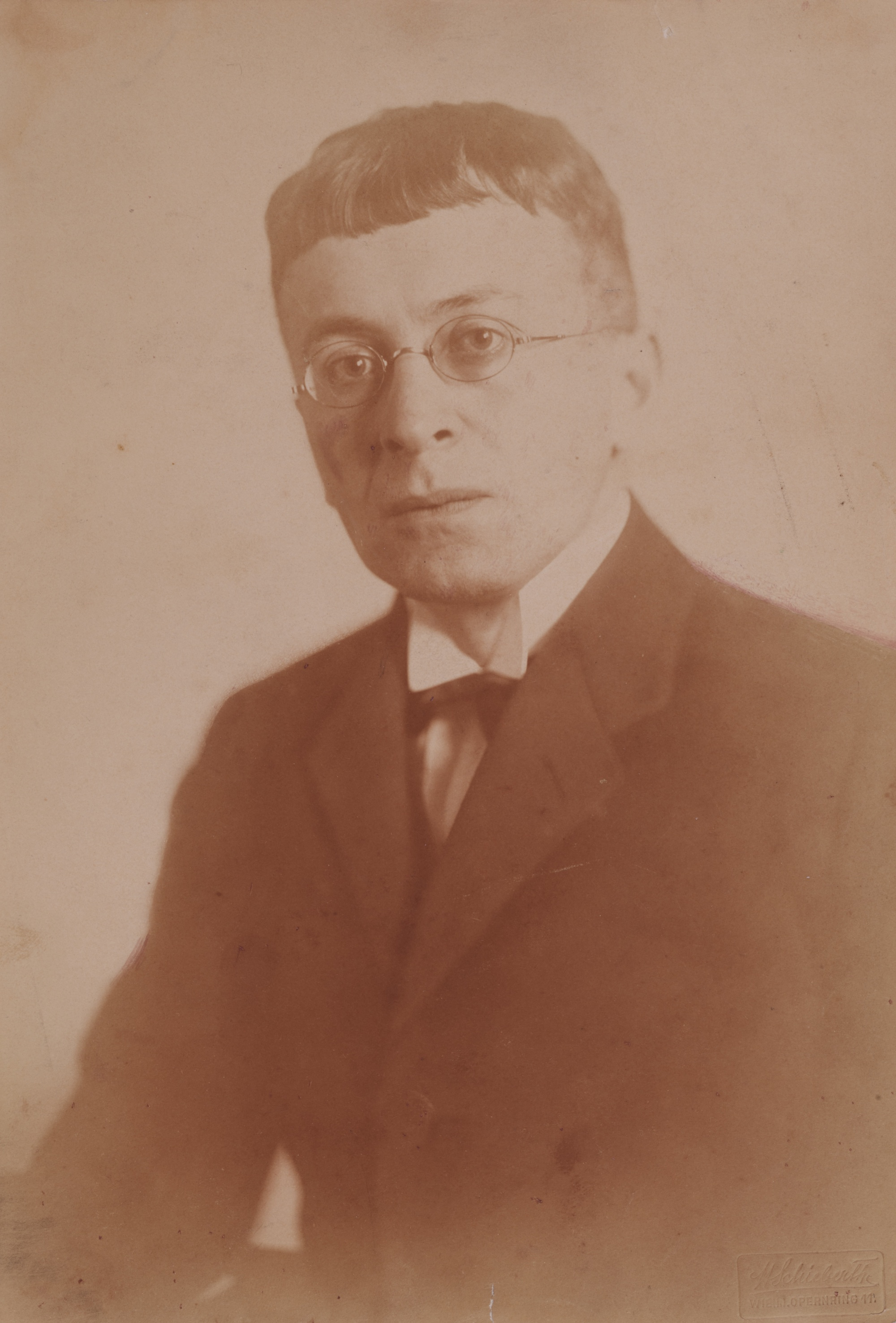
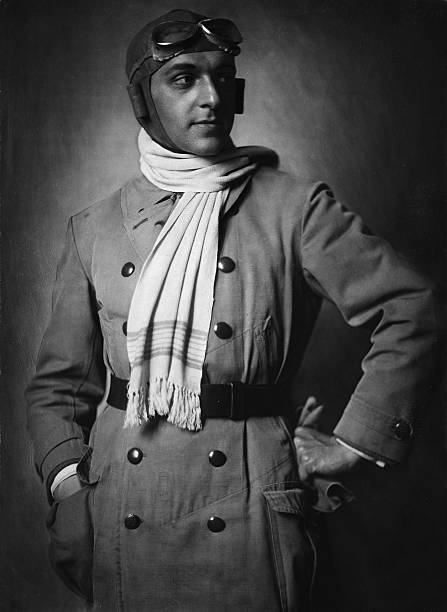
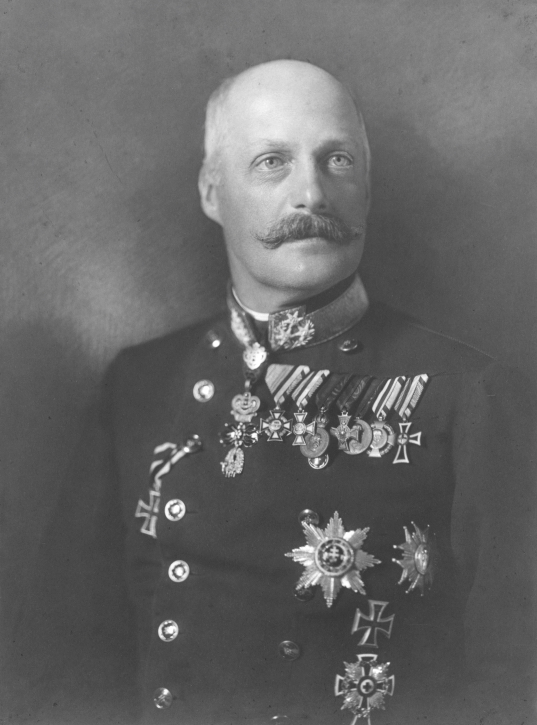
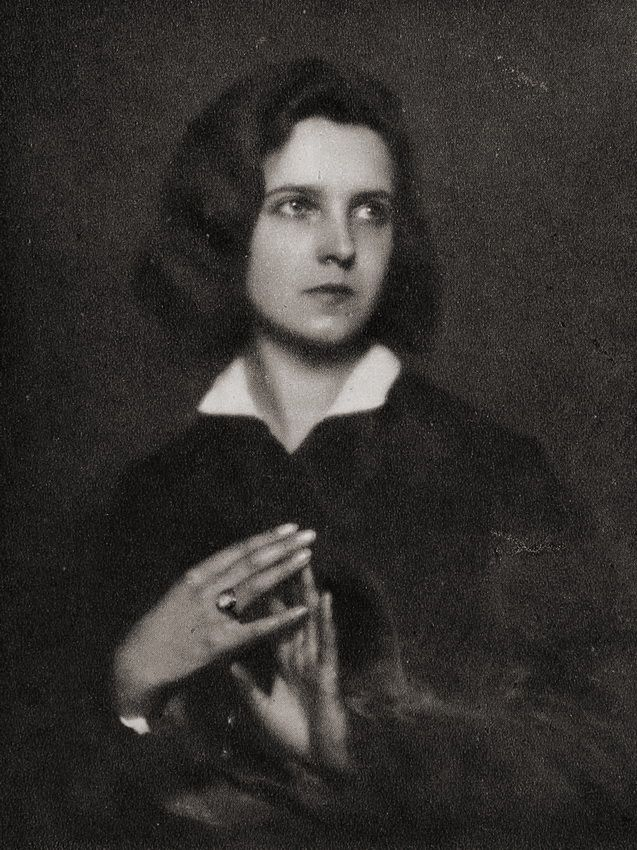
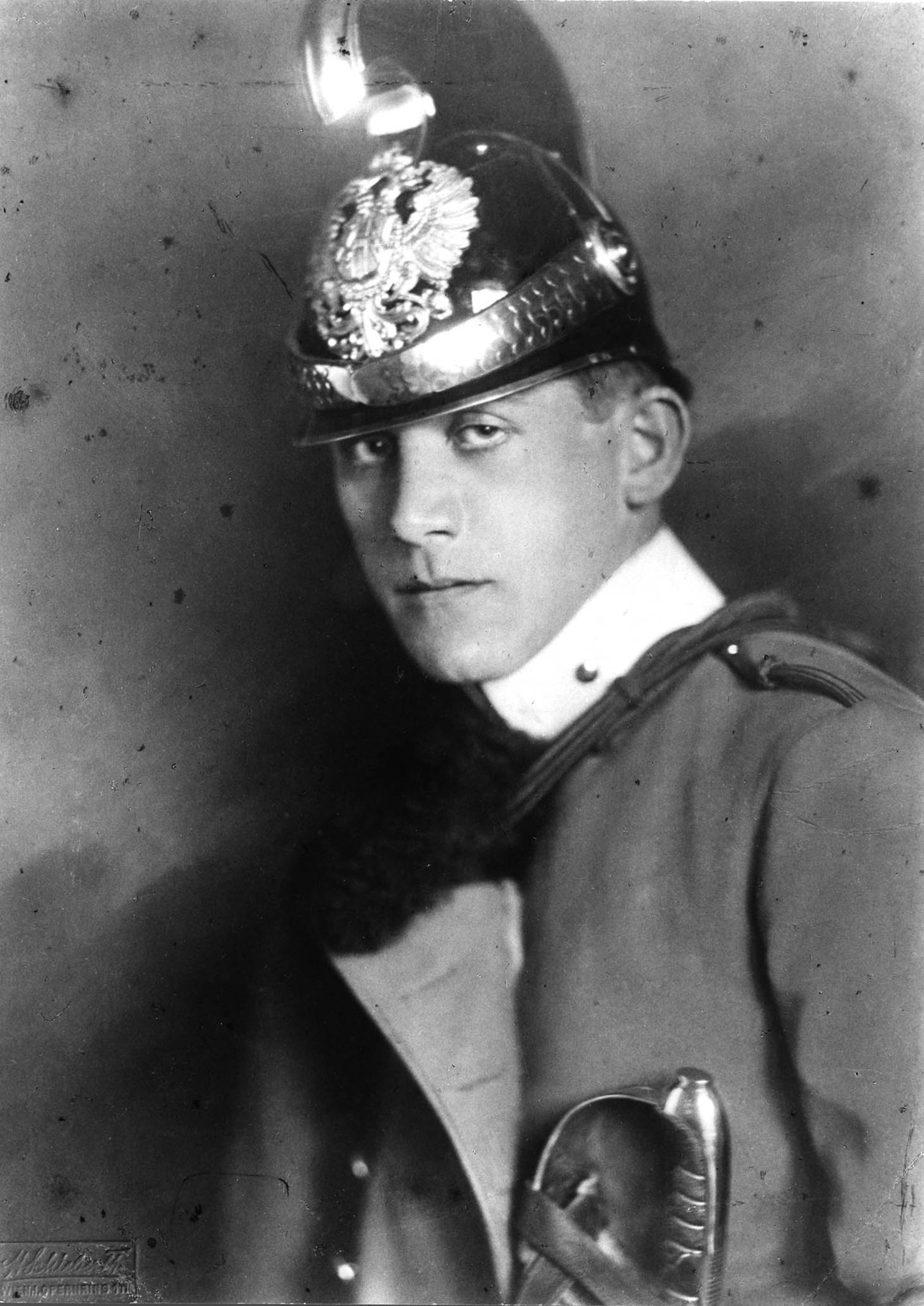
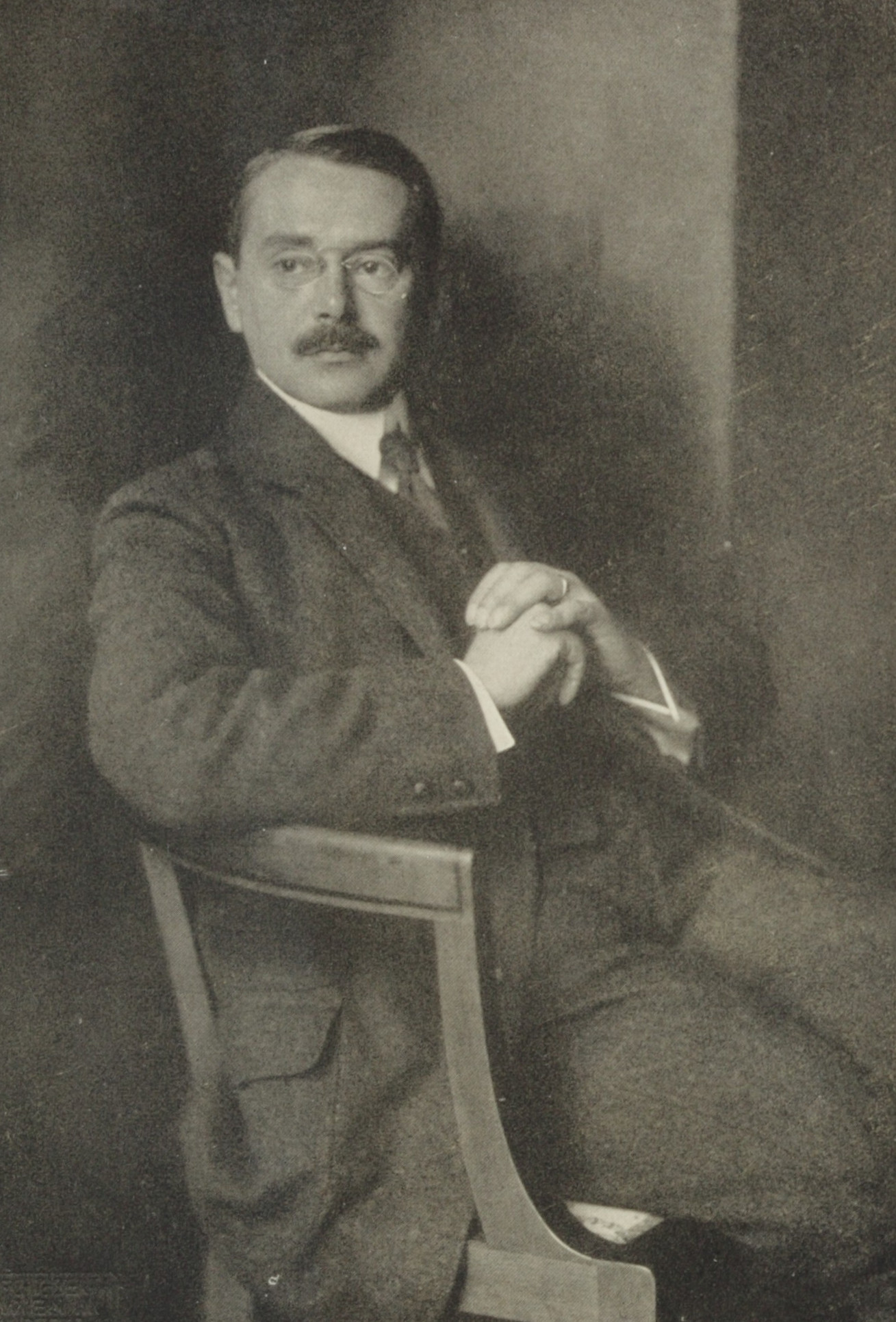
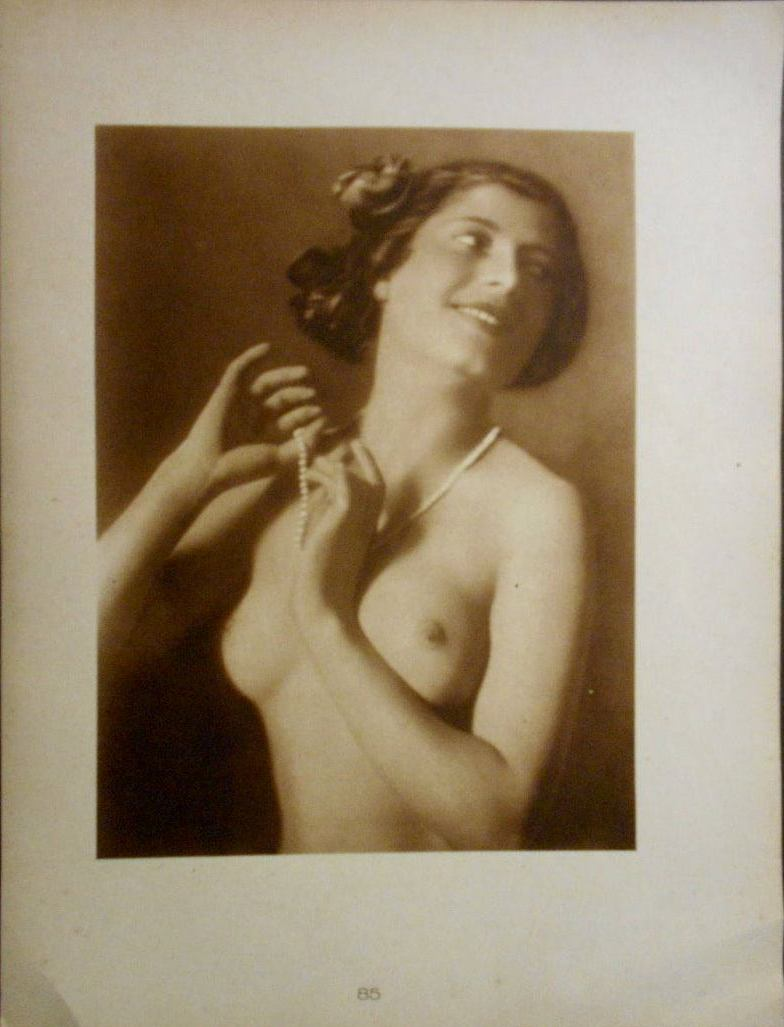